# Alessio Boggiatto
Alessio Boggiatto (Moncalieri, 18 gennaio 1981) è un ex nuotatore italiano, campione del mondo nel 2001 a Fukuoka ed europeo nel 2002 a Berlino nei 400 metri misti. È fratello di Chiara Boggiatto, anche lei nuotatrice di livello internazionale.

## Carriera
È stato un discreto farfallista e stileliberista, ma la sua vera specialità sono stati i misti, in cui è stato 35 volte campione italiano e per molto tempo competitivo a livello mondiale, gareggiando in nazionale in tutte le più grandi manifestazioni per dodici anni.
Nel 1998 vince il suo primo titolo italiano nei 400 m ai campionati primaverili; a fine luglio dello stesso anno all'esordio agli europei giovanili di Anversa diventa campione dei 200 e dei 400 m misti. Gareggia agli europei giovanili anche a metà luglio 1999 a Mosca; è stato argento nei 200 m e ha rivinto l'oro nei 400 m e con la staffetta 4 × 200 m stile libero. A dicembre partecipa per la prima volta ad un europeo in vasca da 25 metri a Lisbona, dove nuota nelle finali dei 400 m misti e dei 1500 m stile libero.
Ha partecipato nel 2000 agli europei di Helsinki di luglio in cui è stato finalista nei 400 m e a settembre viene convocato per i suoi primi Giochi olimpici a Sydney. nelle batterie dei 400 m si qualifica con il miglior tempo di 4'14"26, ma in finale arriva quarto con Erik Vendt secondo in 4'14"23 e Curtis Myden terzo in 4'15"33. A dicembre vince il suo primo oro internazionale nella categoria assoluta agli europei in vasca corta di Valencia. Nel luglio 2001 partecipa ai mondiali di Fukuoka in cui arriva settimo nella finale dei 200 m e in cui ottiene la sua più grande vittoria battendo proprio Erik Vendt nella finale dei 400 m misti.
Inizia la stagione 2001/2002 tornando ad Anversa per gli europei in vasca corta che gli fruttano un bronzo nei 200 m e il secondo oro consecutivo nei 400 m. ha continuato ad essere il miglior mistista europeo ai campionati di fine luglio di Berlino dove arriva secondo nei 200 m e ancora primo nei 400 m: la serie di vittorie è continuata poi a Riesa a fine anno agli europei in vasca da 25 metri, dove è stato anche finalista nei 200 m.
Negli anni successivi ha avuto meno successo, pur rimanendo sempre competitivo. Nel luglio del 2003 a Barcellona torna a nuotare ai mondiali e nei 400 m arriva ottavo in finale, nei 200 m si ferma in batteria e nuota anche nelle batterie della 4 × 200 m stile libero che è arrivata quarta in finale. Anche agli europei in vasca corta di Dublino di dicembre arriva in finale nei 200 e nei 400 m, rispettivamente settimo e quarto.
Nel 2004 è tornato sul podio agli europei di maggio a Madrid: terzo nei 400 m con un centesimo di secondo di distacco dall'argento di Luca Marin. Con lo stesso distacco ha perso la medaglia di bronzo da Massimiliano Rosolino nei 200 m. Ad agosto è convocato per i Giochi Olimpici di Atene in cui è stato ancora sfortunato: dopo aver vinto la sua batteria in finale è arrivato ancora quarto, stavolta superato da László Cseh di 13 centesimi. A fine giugno 2005 ai Giochi del Mediterraneo di Almería ha vinto l'argento nei 200 m; poche settimane dopo nuota ai mondiali di Montréal in finale nei 200 m dove arriva buon quarto, e nei 400 m si ripete la delusione di Madrid del 2004: ancora quarto in finale a un centesimo da Oussama Mellouli. Nelle gare nazionali questo è stato il suo anno migliore, ha vinto infatti nove titoli italiani tra individuali e staffette.
La stagione in vasca corta 2005 / 2006 lo ha visto vincere due bronzi agli europei di Trieste; ai successivi europei di Budapest a fine luglio 2006 ha vinto se sue ultime medaglie continentali: è giunto secondo nei 200 m dietro a Cseh e terzo nei 400 m battuto ancora da Marin. Nel 2007 ha partecipato ai mondiali di Melbourne senza entrare in nessuna finale e agli europei in vasca corta di Debrecen, sesto nei 200 e settimo nei 400 m. Ha raccolto altre tre "medaglie di legno", così vengono definiti ironicamente i quarti posti, nel 2008: due agli europei di Eindhoven disputati a marzo per lasciare spazio ai Giochi Olimpici di Pechino dove per la terza volta consecutiva arriva quarto in una finale olimpica nei 400 metri misti precedendo Marin. Nei 200 m è stato semifinalista dopo aver stabilito in batteria il nuovo primato italiano col tempo di 1'58"80 superando così il tempo stabilito a Sydney 2000 da Massimiliano Rosolino.
Ha gareggiato per la nazionale anche nel 2009 ai Giochi del Mediterraneo di Pescara dove ha vinto il bronzo nei 200 m e ai mondiali di Roma senza raggiungere le finali in nessuna gara ma migliorando il proprio primato italiano dei 200 m in batteria. Quella di Roma è stata la sua ultima partecipazione ad una grande manifestazione. Si è ritirato dopo tredici anni di carriera al termine dei campionati italiani estivi del 2011.

## Palmarès
| Giochi olimpici            | ---                      | ---                     | ---                     | 200 m misti               | 400 m misti             | ---                          |
| 2000 Sydney Australia      | ---                      | ---                     | ---                     | ---                       | 4º 4'15"93              | ---                          |
| 2004 Atene Grecia          | ---                      | ---                     | ---                     | 10º in semifinale 2'01"27 | 4º 4'12"28              | ---                          |
| 2008 Pechino Cina          | ---                      | ---                     | ---                     | 12º in semifinale 1'59"77 | 4º 4'12"16              | ---                          |
| Campionati del mondo       | ---                      | ---                     | 200 m farfalla          | 200 m misti               | 400 m misti             | 4 × 200 m st. libero         |
| 2001 Fukuoka Giappone      | ---                      | ---                     | 17º in batteria 2'01"32 | 7º 2'01"76                | Oro 4'13"15             | ---                          |
| 2003 Barcelona Spagna      | ---                      | ---                     | ---                     | 17º in batteria 2'02"66   | 8º 4'21"23              | 4º nuota in batteria         |
| 2005 Montreal Canada       | ---                      | ---                     | ---                     | 4º 2'00"28                | 4º 4'13"48              | ---                          |
| 2007 Melbourne Australia   | ---                      | ---                     | ---                     | 17º in batteria 2'02"41   | 10º in batteria 4'18"82 | ---                          |
| 2009 Roma Italia           | ---                      | ---                     | ---                     | 10º in semifinale 1'58"33 | 10º in batteria 4'14"56 | ---                          |
| Campionati europei         | ---                      | ---                     | ---                     | 200 m misti               | 400 m misti             | ---                          |
| 1999 Istanbul Turchia      | ---                      | ---                     | ---                     | elim. in batteria 2'06"49 | 4º 4'19"84              | ---                          |
| 2000 Helsinki Finlandia    | ---                      | ---                     | ---                     | ---                       | 5º 4'22"61              | ---                          |
| 2002 Berlino Germania      | ---                      | ---                     | ---                     | Argento 1'59"83           | Oro 4'13"19             | ---                          |
| 2004 Madrid Spagna         | ---                      | ---                     | ---                     | 4º 2'00"54                | Bronzo 4'14"32          | ---                          |
| 2006 Budapest Ungheria     | ---                      | ---                     | ---                     | Argento 2'00"14           | Bronzo 4'16"34          | ---                          |
| 2008 Eindhoven Paesi Bassi | ---                      | ---                     | ---                     | 4º 2'00"55                | 4º 4'17"33              | ---                          |
| Europei in vasca corta     | 1500 m st. libero        | 200 m rana              | 200 m farfalla          | 200 m misti               | 400 m misti             | 4 × 50 m mista               |
| 1999 Lisbona Portogallo    | 6º 15'15"05              | ---                     | ---                     | ---                       | 8º 4'19"48              | ---                          |
| 2000 Valencia Spagna       | ---                      | ---                     | 13º in batteria 2'00"79 | ---                       | Oro 4'10"61             | 9º - 1'40"70 frazione: 25"51 |
| 2001 Anversa Belgio        | 15º in batteria 16'34"49 | ---                     | ---                     | Bronzo 1'57"52            | Oro 4'06"99             | ---                          |
| 2002 Riesa Germania        | ---                      | ---                     | ---                     | 5º 1'58"06                | Oro 4'07"44             | ---                          |
| 2003 Dublino Irlanda       | ---                      | 20º in batteria 2'12"13 | 18º in batteria 1'58"59 | 7º 1'58"13                | 4º 4'07"50              | ---                          |
| 2005 Trieste Italia        | ---                      | ---                     | 20º in batteria 1'57"73 | Bronzo 1'56"11            | Bronzo 4'06"38          | ---                          |
| 2007 Debrecen Ungheria     | ---                      | ---                     | ---                     | 6º 1'58"24                | 7º 4'09"83              | ---                          |
| Giochi del Mediterraneo    | ---                      | ---                     | ---                     | 200 m misti               | 400 m misti             | ---                          |
| 2005 Almeria Spagna        | ---                      | ---                     | ---                     | Argento 2'03"99           | 4º 4'20"4               | ---                          |
| 2009 Pescara Italia        | ---                      | ---                     | ---                     | Bronzo 2'01"13            | ---                     | ---                          |
| Europei giovanili          | ---                      | ---                     | ---                     | 200 m misti               | 400 m misti             | 4 × 200 m st. libero         |
| 1998 Anversa Belgio        | ---                      | ---                     | ---                     | Oro 2'04"71               | Oro 4'20"00             | ---                          |
| 1999 Mosca Russia          | ---                      | ---                     | ---                     | Argento 2'06"91           | Oro 4'21"48             | Oro: 7'34"09 :               |

Altri risultati
Coppa latina (vengono elencate solo le gare individuali)
- 1998: 400 m misti: argento, 4'24"48

### Campionati italiani
38 titoli individuali e 4 in staffette, così ripartiti:
- 1 nei 1500 m stile libero
- 2 nei 200 m farfalla
- 16 nei 200 m misti
- 19 nei 400 m misti
- 4 nella staffetta 4 × 200 m stile libero

nd = non disputata
| Anno | Edizione    | st.libero 1500 m | st.libero 4×200 m | farfalla 200 m | misti 200 m | misti 400 m | mista 4×100 m |
| ---- | ----------- | ---------------- | ----------------- | -------------- | ----------- | ----------- | ------------- |
| 1998 | Primaverili | -                | -                 | -              | -           | 1           | -             |
| 1998 | Estivi      | -                | -                 | -              | -           | 2           | -             |
| 1999 | Primaverili | -                | -                 | -              | -           | 1           | -             |
| 1999 | Estivi      | -                | -                 | -              | 3           | 1           | -             |
| 2000 | Primaverili | -                | -                 | -              | 2           | 1           | -             |
| 2000 | Estivi      | -                | -                 | -              | 1           | 1           | -             |
| 2000 | Invernali   | -                | nd                | -              | 2           | 1           | nd            |
| 2001 | Primaverili | -                | -                 | 3              | 2           | 1           | -             |
| 2001 | Estivi      | -                | -                 | -              | 1           | -           | -             |
| 2001 | Invernali   | -                | nd                | 2              | 1           | 1           | nd            |
| 2002 | Primaverili | -                | -                 | -              | 2           | 1           | -             |
| 2002 | Estivi      | -                | -                 | -              | 1           | 1           | -             |
| 2002 | Invernali   | -                | nd                | 1              | 1           | 1           | nd            |
| 2003 | Primaverili | -                | -                 | -              | 1           | 1           | -             |
| 2003 | Invernali   | 1                | nd                | 2              | -           | -           | nd            |
| 2004 | Estivi      | -                | -                 | 3              | 1           | 1           | -             |
| 2005 | Primaverili | -                | 1                 | -              | 1           | 1           | -             |
| 2005 | Estivi      | -                | 1                 | -              | 1           | 1           | 3             |
| 2005 | Invernali   | -                | nd                | 1              | 1           | 1           | nd            |
| 2006 | Primaverili | -                | -                 | -              | 1           | 1           | -             |
| 2006 | Estivi      | -                | 1                 | -              | -           | 1           | 2             |
| 2006 | Invernali   | -                | nd                | -              | 1           | 2           | nd            |
| 2007 | Primaverili | -                | 1                 | -              | 1           | -           | 3             |
| 2007 | Estivi      | -                | -                 | -              | 1           | 1           | -             |
| 2008 | Primaverili | -                | -                 | -              | 2           | 2           | -             |
| 2009 | Primaverili | -                | -                 | -              | 1           | 2           | -             |
| 2009 | Estivi      | -                | -                 | -              | 1           | 2           | -             |
| 2010 | Estivi      | -                | nd                | -              | 3           | -           | nd            |